# Green Bay Packers
Green Bay Packers je klub američkog nogometa koji igra u NFL ligi smješten u Green Bayu u Wisconsinu. Osnovani su 1919. godine te su jedan od najstarijih klubova u NFL-u. Domaće utakmice igraju na Lambeau Fieldu. Osvojili su naslov prvaka 13 puta, što je najviše u povijesti NFL-a.

## Povijest

### Počeci
Bivši srednjoškolski rivali Earl "Curly" Lambeau i George Whitney Calhoun onovali su Packerse 11. kolovoza 1919. te su jedan od najstarijih klubova u NFL-u. 1921. godine primljeni su u tadašnji American Professional Football Association, koji je kasnije prerastao u NFL. Curly Lambeau je kasnije postao i prvi trener Packersa, te su pod njegovim vodstvom osvojili 6 naslova: 1929., 1930., 1931., 1936., 1939. i 1944. godine. Po njemu je nazvan stadion Lambeau Field na kojemu Packersi danas igraju.

### Era Vincea Lombardia (1959. – 1967.)
1959. u klub je stigao novi glavni trener Vince Lombardi. Poveo je Packerse do 3 naslova NFL-a (1961., 1962., 1965.) te prva dva Super Bowla (1966. i 1967.). Najistaknutiji igrači te momčadi bili su quarterback Bart Starr te halfback Paul Hornung. Vince Lombardi ostao je zapamćen kao jedan od najvećih trenera svih vremena, a po njemu je nazvan Lombradi Trophy koji se svake godine dodjeljuje osvajaču Super Bowla.

### Era Bretta Favrea (1992. – 2007.)
1992. u klub je iz Atlanta Falconsa došao quarterback Brett Favre. Godinu kasnije pridružio im se Reggie White, osvajač nagrade za najboljeg obrambenog igrača godine (1987.). Vođeni njima dvojicom te wide recieverom i punt returnerom Desmondom Howardom, Packersi su 1996. osvojili svoj treći Super Bowl pobijedivši New England Patriotse. Desmond Howard proglašen je za MVP-a Super Bowla. Godinu dana kasnije Packersi su ponovo došli do Super Bowla, no izgubili su od Denver Broncosa. To je bio posljednji Super Bowl Bretta Favrea, iako je aktivno igrao sve do sezone 2010./2011.

### Era Aarona Rodgersa (2008. do danas)

#### 2008.
2008. je bila prva sezona u kojoj su Packersi krenuli s Aaronom Rodgersom kao prvim quarterbackom. Rodgersa su Packersi izabrali u prvoj rundi drafta (24. ukupno) još 2005. godine, te je prve tri sezone bio zamjena za Bretta Favrea. NFL draft 2008. je također Packersima donio nekoliko novih igrača, napoznatiji od njih bili su Jordy Nelson (WR), Jermichael Finley (TE), Josh Sitton (OG) i Matt Flynn (QB).
Packersi su u sezonu krenuli s dvije pobjede, nad Minnesota Vikingsima i Detroit Lionsima, ali su zaredali lošim rezultatima i završili sezonu sa 6 pobjeda i 10 poraza te se nisu kvalificirali za doigravanje. Rodgers je svoju prvu sezonu odigrao solidno, imao je 4038 jarda dodavanja i 28 touchdowna.

#### 2009.
Sezona 2009. je Packersima donijela dva dugoočekivana ogleda protiv Minnesota Vikingsa za koje je kao quarterback igrao bivša legenda Packersa Brett Favre. Također, preko drafta, momčad su među ostalima pojačali B.J. Raji (DT) i Clay Matthews (LB).
Packersi su protiv Vikingsa izgubili obje utakmice (30:23 i 38:26) te su nakon polovice sezone bili u teškom položaju s omjerom 4:4. Međutim, u ostalih 8 utakmica zabilježili su 7 pobjeda te se omjerom 11:5 plasirali u doigravanje kao wild-card NFC konferencije.
U doigravanju ih je čekala momčad Arizona Cardinalsa predvođena quarterbackom Kurtom Warnerom.. Tu utakmicu su Packersi izgubili 51:45 nakon produžetaka.
Rodgers je ove sezone poboljšao svoj učinak na 4434 jarda dodavanja i 30 touchdowna te tako postao prvi quarterback u povijesti NFL-a s više od 4000 jarda dodavanja u svoje prve dvije sezone. Cornerback Packersa, Charles Woodson, također je izabran za najboljeg obrambenog igrača lige te sezone.

#### 2010.
Packersi su u novu sezonu krenuli pojačani novim igračima, kao npr. Bryan Bulaga (OT), Morgan Burnett (S), Andrew Quarless (TE) i James Starks (RB).
Tijekom cijele sezone momčad je imala problema s ozljedama. Na kraju sezone, imali su 16 igrača na listi ozlijeđenih, od toga 7 prvotimaca. Unatoč tome, pobjedom nad Chicago Bearsima u posljednjoj utakmici sezone, omjerom 10:6 su se plasirali u doigravanje.
U prvoj utakmici doigravanja (wildcard rundi), Packersi su pobijedili Philadelphia Eaglese, predvođene Michaelom Vickom, rezultatom 21:16.
U drugoj utakmici doigravanja, Packerse je čekala momčad Atlanta Falconsa. Atlanta je regularni dio sezone završila omjerom 13:3 i bila najbolja momčad NFC konferencije. Unatoč tome, utakmica je završila nadmoćnom pobjedom Packersa od 48:21, s 366 jarda dodavanja i tri touchdowna Aarona Rodgersa.
Konferencijski finale donio je Packersima put u Chicago na noge svojim divizijskim rivalima, Chicago Bearsima. Quarterback Bearsa Jay Cutler morao je napustiti teren u trećoj četvrtini susreta zbog ozljede, a utakmica je završila pobjedom Packersa 21:14.
Pobjednici AFC konferencije, Pittsburgh Steelersi, bili su protivnici Packersima u Super Bowlu. Utakmica se igrala na stadionu Dallas Cowboysa u Arlingtonu u Texasu pred 103.000 gledatelja. Do ove utakmice, Packersi su imali 12 naslova prvaka, a Steelersi 6. Packersi su bili dominantni u prvom poluvremenu koje je završilo rezultatom 21:10. U četvrtoj četvrtini, Steelersi su se primaknuli na 28:25, ali je Mason Crosby field goalom 2 minute prije kraja povisio na 31:25 i taj rezultat je ostao do kraja utakmice. Time su Packersi osvojili svoj 13. naslov, a Aaron Rodgers je uz to imenovan MVP-om Super Bowla.

#### 2011.
U 2011. Packersi su krenuli kao jedan od glavnih favorita za osvajanje Super Bowla. Preko drafta je momčad pojačana između ostalih s Derekom Sherrodom (OT) i Randallom Cobbom (WR). 
Momčad je opravdala ulogu favorita pobijedivši u prvih 13 utakmica sezone i završivši sezonu s omjerom 15:1 (jedini poraz pretrpjeli su u 15. tjednu protiv Kansas City Chiefsa). 
Napad Packersa te sezone je smatran jednim od najboljih u povijesti lige. Packersi su završili sezonu s 560 postignutih poena (drugi najbolji rezultat u povijesti). Sezona Aarona Rodgersa je također smatrana možda najboljom sezonom jednog quarterbacka ikad, Rodgers je imao 45 touchdowna i samo 6 interceptiona te 4643 jarda dodavanja.
Zbog takve sezone, Packersi su sada smatrani glavnim favoritom za osvajanje naslova. U divizijskoj rundi doigravanja čekala ih je momčad New York Giantsa. Međutim, unatoč ulozi favorita, Packersi poraženi u toj utakmici 37:20, te je sezona za njih bila završena. New York Giantsi su kasnije te sezone osvojili Super Bowl.

#### 2012.
NFL draft 2012. godine Packersi su iskoristili za krpanje rupa u obrani, za što su potrošili prvih 6 pickova. Među njima se ističu Nick Perry (LB), Jerel Worthy (DE), Casey Hayward (CB) i Mike Daniels (DE).
Sezona je započela porazom od San Francisco 49ersa, 22:30, a u iduće 4 utakmice Packersi su izgubili od Seattle Seahawksa i Indianapolis Coltsa, ali i pobijedili divizijske rivale Chicago Bearse te New Orleans Saintse. Do kraja sezone, Packersi su izgubili još samo dvaput, te omjerom 11:5 osvojili svoju diviziju drugi put zaredom. 
Doigravanje su započeli protiv još jednih divizijskih rivala, Minnesota Vikingsa. Vikingsi, predvođeni zamjenskim quarterbackom Joem Webbom, nisu se mogli oduprijeti Packersima koji pobjeđuju rezultatom 24:10 i prolaze dalje. 
U divizijskoj rundi Packerse dočekuju San Francisco 49ersi predvođeni novom zvijezdom na poziciji quarterbacka, Colinom Kaepernickom. Kaepernick je u toj utakmici nadmašio Aarona Rodgersa te odveo 49erse u konferencijski finale (i kasnije do Super Bowla) nakon pobjede nad Packersima rezultatom 45:31.

#### 2013.
S drafta 2013. ističu se pickovi: u drugoj rundi Eddie Lacy (RB) koji je osvojio nagradu za najboljeg novajliju godine u napadu, u četvrtoj rundi David Bakhtiari (OT) jedan od najboljih tackleova narednog desetljeća i u petoj rundi Micah Hyde (CB). Izgubili su dva bitna wide receivera: Donald Driver (mirovina) i Greg Jennings (Minnesota Vikings).
Packersi su krenuli u sezonu omjerom 1:2, porazima protiv San Francisco 49ersa i Cincinnati Bengalsa i pobjedom protiv Washington Redskinsa. Imali su slobodan tjedan već u četvrtom tjednu. Nakon slobodnog kola, pobjedili su 4 utakmice u nizu. Međutim u utakmici protiv Chicago Bearsa u 9. tjednu, quarterback Aaron Rodgers slomio je ključnu kost. Packersi su izgubili tu utakmicu i u sljedeće 4 izgubili 3 i jednu odigrali neriješeno protiv Minnesota Vikingsa. Pobjedama protiv Atlanta Falconsa i Dallas Cowboysa te porazom protiv Pittsburgh Steelersa, Packersi su ulazili u utakmicu protiv Bearsa u Chicagu. Pobjednik je osvajao diviziju i išao u doigravanje. Quarterback Aaron Rodgers se vratio prvi put u sastav nakon devetog tjedna. 43 sekunde prije kraja utakmice pri rezultatu 28-27 za Bearse, Aaron Rodgers pronalazi Randalla Cobba i Packersi ulaze u doigravanje. U doigravanju igraju ponovno protiv San Francisco 49ersa, i ponovno gube, ovaj put rezultatom 23-20. Tim porazom Packersi završavaju sezonu u wild-card rundi.

## Učinak po sezonama od 2008.
| Sezona | Liga | Konferencija | Divizija | Regularni dio sezone | Regularni dio sezone | Regularni dio sezone | Regularni dio sezone | Uspjeh u doigravanju              |
| Sezona | Liga | Konferencija | Divizija | Poz.                 | Pob.                 | Por.                 | Ner.                 | Uspjeh u doigravanju              |
| ------ | ---- | ------------ | -------- | -------------------- | -------------------- | -------------------- | -------------------- | --------------------------------- |
| 2008.  | NFL  | NFC          | Sjever   | 3.                   | 6                    | 10                   | 0                    |                                   |
| 2009.  | NFL  | NFC          | Sjever   | 2.                   | 11                   | 5                    | 0                    | poraženi u wild-card rundi        |
| 2010.  | NFL  | NFC          | Sjever   | 2.                   | 10                   | 6                    | 0                    | osvojili Super Bowl XLV           |
| 2011.  | NFL  | NFC          | Sjever   | 1.                   | 15                   | 1                    | 0                    | poraženi u divizijskoj rundi      |
| 2012.  | NFL  | NFC          | Sjever   | 1.                   | 11                   | 5                    | 0                    | poraženi u divizijskoj rundi      |
| 2013.  | NFL  | NFC          | Sjever   | 1.                   | 8                    | 7                    | 1                    | poraženi u wild-card rundi        |
| 2014.  | NFL  | NFC          | Sjever   | 1.                   | 12                   | 4                    | 0                    | poraženi u konferencijskom finalu |
| 2015.  | NFL  | NFC          | Sjever   | 2.                   | 10                   | 6                    | 0                    | poraženi u divizijskoj rundi      |
| 2016.  | NFL  | NFC          | Sjever   | 1.                   | 10                   | 6                    | 0                    | poraženi u konferencijskom finalu |
| 2017.  | NFL  | NFC          | Sjever   | 3.                   | 7                    | 9                    | 0                    |                                   |
| 2018.  | NFL  | NFC          | Sjever   | 3.                   | 6                    | 9                    | 1                    |                                   |
| 2019.  | NFL  | NFC          | Sjever   | 1.                   | 13                   | 3                    | 0                    | poraženi u konferencijskom finalu |
| 2020.  | NFL  | NFC          | Sjever   | 1.                   | 13                   | 3                    | 0                    | poraženi u konferencijskom finalu |

## Pogledajte
- NFL
- Super Bowl
- National Football Conference
- Američki nogomet

## Vanjske poveznice
- packers.com službena stranica kluba
- nfl.com
- jsonline.com
- greenbaypressgazette.com
- sportsecyclopedia.com